# Дален (Нідерланди)
Дален (нід. Dalen) — село в нідерландській провінції Дренте. Входить до муніципалітету Куворден.
Його площа становить 66,25 км², а населення станом на 2021 рік складало 5 530 осіб.
Перша згадка про населений пункт датується 12-им сторіччям.
До 1998 року мало статус окремого муніципалітету.